# Triochsielskoje
Triochsielskoje (ros. Трёхсельское) – wieś w Rosji, w Kraju Krasnodarskim, w rejonie uspieńskim. W 2010 liczyła 1253 mieszkańców.